# ساعات العمل المرنة
ساعات العمل المرنة هي جدول زمني متغير للعمل، وهي النقيض لترتيبات العمل التقليدية «عمل بأجر»، التي تفرض على الموظفين العمل على مدار يوم عمل قياسي يمتد من الساعة التاسعة صباحًا حتى الخامسة مساءً. وفي ساعات العمل المرنة، تكون هناك مدة رئيسية (تبلغ حوالي نصف إجمالي وقت/يوم العمل) يكون من المتوقع فيها من الموظفين العمل (على سبيل المثال، من الساعة الحادية عشر صباحًا حتى الثالثة مساءً)، في حين تدخل باقي مدة اليوم في إطار «ساعات العمل المرنة» التي يختار فيها الموظفون وقت عملهم، شريطة الوصول إلى إجمالي عدد الساعات اليومية أو الأسبوعية أو الشهرية المطلوبة في المنطقة التي يتوقعها صاحب العمل، وتنفيذ جميع مهام العمل. وتسمح سياسة ساعات العمل المرنة للموظفين بتحديد الوقت الذي سيعملون فيه، في حين تسمح سياسة أماكن العمل المرنة لهم باختيار مكان عملهم. ومن مزايا ساعات العمل المرنة السماح للموظفين بتكييف ساعات عملهم مع مواعيد المواصلات العامة، والجداول الزمنية لأبنائهم، وتجنب أوقات ازدحام المرور.

## في المملكة المتحدة
أسس هالر شركة في المملكة المتحدة في عام 1971، وسجل العلامة التجارية لها باسم "Flexitime" (التي تعني حرفيًا «ساعات العمل المرنة»). وظلت هذه العلامة التجارية مملوكة للشركة التي خلفت شركة "Flextime"، وهي «إتش إف إكس المحدودة».
وفي ربيع عام 2003، بلغت نسبة الرجال، الذين يعملون بنظام ساعات العمل المرنة في المملكة المتحدة 17.7%، في حين بلغت نسبة السيدات 26.7%، (مكتب الإحصاء الوطني عام 2003). وصارت ساعات العمل المرنة أمرًا شائعًا في المملكة المتحدة، في القطاعين الخاص والعام على حدٍ سواء. ويظهر أيضًا هذا النظام عادةً في وظائف مكتب الدعم والوظائف الإدارية في المنظمات التجارية والمجالس المحلية.
وفي عام 2003، قدمت حكومة المملكة المتحدة تشريعًا  منح الموظفين، الذين لديهم أبناء تقل أعمارهم عن 6 أعوام، أو مَن لديهم أبناء معاقون تحت سن 18 عامًا، الحق القانوني في طلب العمل وفق نظام الساعات المرنة من صاحب العمل. وقد أوضحت دراسة أجراها مكتب الإحصاء الوطني عام 2005 أن 71% من الموظفات و60% من الموظفين على علم بالحقوق التي يمنحهم إياها تشريع 2003. وفي الفترة ما بين عامي 2003 و2005، تقدم أكثر من 14% من إجمالي عدد الموظفين بطلبات للعمل بنظام الساعات المرنة. وبدءًا من عام 2007، صار حق طلب العمل بنظام الساعات المرنة يسري أيضًا على الموظفين الذين يتولون رعاية أفراد بالغين.
وفي 13 نوفمبر عام 2012، أعلن نائب رئيس الوزراء، نيك كليج، عزم الحكومة على مد حق طلب العمل بنظام الساعات المرنة ليشمل كافة الموظفين. وأشار المحامون إلى أن ذلك سيتسبب في إزعاج كبير لأصحاب الأعمال.
يُستثنَى، بوجه عام، عمال الورديات من نظام ساعات العمل المرنة، وكذلك مديرو الإدارة العليا. من الفئات الأخرى أيضًا، التي يندر اتباعها لنظم الساعات المرنة، تلك التي تعمل في خدمات الجماهير أثناء أوقات عمل معينة.
ومن مزايا ساعات العمل المرنة التي تعود على الموظف تحسن التوازن بين حياته العملية والشخصية، وانخفاض معدل التردد على العمل، وتراجع الإرهاق، وزيادة عدد الإجازات، وانخفاض معدلات المرض. أما المزايا التي تعود على الشركة، فتشمل كلاً من زيادة الدافع للعمل لدى الموظفين، ورفع كفاءة العمليات وفعاليتها، وتراجع الإرهاق لدى الموظفين، وانخفاض عدد الأخطاء. هذا فضلاً عن تمكن أصحاب الأعمال من جعل الموظفين يعملون ساعات عمل إضافية دون دفع أجر إضافي على ذلك، وانخفاض عدد المرافق اللازمة، وتراجع معدلات المرض.
يمكن، كذلك، أن تساعد ساعات العمل المرنة في عمليات التوظيف واستبقاء العاملين. وقد كان هذا النظام خيارًا شائعًا في عام 2009 لأصحاب الأعمال الذين يحاولون خفض تكاليف الأيدي العاملة دون الحاجة لفصل العاملين أثناء الركود. يمكن أن يساعد كذلك في توفير تغطية من العاملين في غير ساعات العمل الرسمية، وخفض الحاجة لساعات العمل الإضافية. بالإضافة إلى ذلك، يمكن أن تساعد ساعات العمل المرنة في تحسين توفير فرص متساوية للعاملين غير القادرين على العمل في ساعات العمل الرسمية.
يمنح نظام ساعات العمل المرنة الموظفين الحرية في تنظيم حياتهم العملية لتتلائم مع احتياجاتهم الشخصية. يمكن، كذلك، للموظفين التمتع بإمكانية التنقل بشكل أيسر وأقل تكلفة في غير أوقات الذروة.

## في الولايات المتحدة الأمريكية
في فلوريدا، يُعفَى العاملون بنظام الساعات المرنة، شأنهم شأن العاملين برواتب، من القيود الضريبية، كما يُمنَحون أيضًا مهلة كبيرة في تحديد الجدول الزمني للعمل الخاص بهم. لكن الإعفاء لا ينطبق على أصحاب الأعمال؛ إذ يظل عليهم دفع أجور إضافية لموظفي ساعات العمل المرنة، في حال عملهم أكثر من 40 ساعة أسبوعيًا. ويتجنب بعض الموظفين هذه السياسة عن طريق فصل موظفيهم قبل إتمامهم ساعات العمل الخاصة بهم بوقت قصير. بالإضافة إلى ذلك، يطلب صاحب العمل عادةً من موظف ساعات العمل المرنة العمل بحد أدنى من الساعات أسبوعيًا.
وفي السنوات الأخيرة، صار لمصطلح «ساعات العمل المرنة» تعريف أكثر إثارة للجدل عند استخدامه لوصف مقترحات الإطاحة بلوائح ساعات العمل الإضافية في الدولة. ففي مقترح لحكومة بوش أُعلِن عنه يوم 5 أغسطس عام 2004، اُقترِح ألا يُفرَض على أصحاب الأعمال دفع مقابل لساعات العمل الإضافية للموظفين غير المعفيين لعملهم أكثر من 40 ساعة أسبوعيًا طالما أن الموظف لم يعمل أكثر من 80 ساعة على مدار أسبوعين. على سبيل المثال، يمكن أن يُطلَب من الموظف العمل 70 ساعة في أسبوع واحد، وعدم الحصول على مقابل لساعات العمل الإضافية، إذا عمل مدة 10 ساعات أو أقل في الأسبوع الذي يليه. ولاقى هذا المقترح اعتراضًا من اتحادات العمال، مثل اتحاد العمال الأمريكي - اتحاد المنظمات الصناعية (AFL-CIO).
في بعض الصناعات والمجالات، مثل تكنولوجيا المعلومات، تسمح ساعات العمل المرنة للموظفين بتغيير جدولهم الزمني. على سبيل المثال، يمكن أن يختار الموظف العمل أربعة أيام لمدة 10 ساعات، والحصول على إجازة يومي الاثنين والجمعة. ومن الجداول الزمنية الأخرى لساعات العمل المرنة العمل تسع ساعات في اليوم من الاثنين إلى الخميس، والعمل ثماني ساعات في أحد أيام الجمعة، مع أخذ باقي أيام الجمعة إجازة. يمكن للموظف، أيضًا، تنسيق أيام الإجازة التي يحصل عليها بحيث يتولى المسؤوليات المنوطة به على نحو ملائم.
قد يختار موظفون آخرون الوصول مبكرًا إلى العمل (في الخامسة أو السادسة صباحًا، مثلاً)، والمغادرة في منتصف الظهيرة، أو الوصول والمغادرة متأخرًا. ومن ميزات هذا التغيير في ساعات العمل تجنب ساعات الذروة في المرور داخل منطقة جغرافية معينة. تساعد ساعات العمل المرنة كذلك الوالدين: فيعمل أحدهما من الساعة 10 صباحًا إلى 6 مساءً، ويتولى مسؤولية الأطفال قبل ذهابهم إلى المدرسة/الحضانة، في حين يعمل الآخر من الساعة 7 صباحًا إلى الساعة 3 مساءً، ويتولى مسؤولية الأطفال بعد المدرسة/الحضانة. ويمنح ذلك الوقت للوالدين لتوصيل أبنائهم. يفيد كذلك نظام ساعات العمل المرنة الموظفين الذين يرغبون في استكمال دراستهم.
ويُعَد هذا النظام أحد الموضوعات التي تُطرَح دومًا في مناقشات التوازن بين العمل والحياة في العديد من الشركات.

## في أستراليا
يُشار عادةً لنظام الساعات المرنة في أستراليا بساعات العمل الإضافية المتراكمة التي يمكن للموظف استبدالها بمدة مساوية من الإجازة. (على سبيل المثال: تعمل كريستين من الساعة السابعة صباحًا حتى الساعة الثالثة مساءً من الاثنين إلى الجمعة. وعلى مدار الشهر الماضي، عملت كريستين 8 ساعات إضافية، ما يعني أنه من حقها الحصول على يوم إجازة مدفوع الأجر).
وإذا جمع الموظف عددًا كبيرًا من الساعات المرنة، سيُطلب منه «التوقف عن اتباع نظام الساعات المرنة»، لأنه بذلك يسيء استخدامها. يُسمَى كذلك الحصول على يوم إجازة بسبب ساعات العمل المرنة بأنه «لي» للنظام.
ويُطبَق هذا النظام رسميًا في الخدمة العامة الاتحادية الأسترالية، وهو متاح أيضًا للعاملين في معظم الهيئات الحكومية الإقليمية وفي الولايات. وفي إطار التغييرات الحالية في قوانين العلاقات الصناعية (2006)، بدءًا من مستوى الولايات وصولاً إلى المستوى الفيدرالي، لم تُنشَر أي إرشادات جديدة (على الإنترنت) فيما يتعلق بساعات العمل المرنة.
طبقت الخدمة العامة بولاية فيكتوريا أيضًا نظام ساعات العمل المرنة.
وقد دخل مصطلح «الساعات المرنة» في مفردات الكثير من الأستراليين، وصار يُستخدَم في بعض أماكن العمل. كما أصبح امتلاك أكبر عدد من ساعات العمل المرنة مدعاة للفخر، ويراهن الموظفون فيما بينهم على مَن يجمع أكبر عدد من هذه الساعات في تاريخ معين. ودفع ذلك العديد من الموظفين إلى البقاء في العمل حتى أوقات متأخرة من اليوم، رغم عدم أدائهم لأي عمل على الإطلاق في هذه الساعات، بهدف جمع أكبر عدد من ساعات العمل المرنة.

## في السعودية
أصدرت وزارة الموارد البشرية والتنمية الاجتماعية السعودية «نظام العمل المرن» في مايو 2020، وبدأت بتطبيقه في أغسطس من العام نفسه، كما حددت قواعد وضوابط لتنظيم «العمل لبعض الوقت» الذي يُعد شكلًا من أشكال العمل المرن، وتقتصر عقود «نظام العمل المرن» على السعوديين فقط، ويقصد بالعمل المرن العمل الذي يؤديه موظف غير متفرغ في منشأة لدى صاحب عمل أو أكثر، ويحتسب أجره بالساعة، بشرط أن تقل ساعات عمله لدى صاحب العمل الواحد عن نصف ساعات عمله في المنشأة. ويتيح عقد «العمل المرن» تعاقد الموظف السعودي مع المنشأة بعدد ساعات محددة، وعليه فلا تلتزم المنشأة بإجازات مدفوعة أو مستحقات نهاية الخدمة. ويشترط في العقد أن يكون مكتوبًا، وتحدد فيه المدة وساعات العمل سواء كانت يومية أو بعض أيام الأسبوع، ويتاح تجديد العقد لمدة مطابقة للمدة السابقة، أو مدة يتفق عليها الطرفين، كما يلزم النظام صاحب العمل بتوفير الحماية الممنوحة للعاملين بعقد العمل المرن، من حيث السلامة والصحة المهنية وإصابات العمل، ويحق للعامل بهذا النظام أن يقبل أو يرفض العمل في أي وقت، دون أن يتخذ أي إجراء ضده من صاحب العمل.

## تسجيل عمل الساعات المرنة
هناك العديد من الطرق المختلفة لتسجيل أوقات العمل. وتتراوح هذه الطرق ما بين برامج الكمبيوتر المعقدة وصولاً إلى كشوف الحضور اليدوية. وترتبط أغلب هذه الطرق بأسلوب دفع الأجور مقابل ساعات العمل. ومن ثم، لا تؤدي هذه الطرق إلى اختلاف أساسي في معظم نظم العمل المرنة - أي اختلاف في الهدف من العمل المرن المتمثل في السماح للموظف بمقايضة الساعات مع صاحب العمل مقابل الحصول على أجر ثابت.
ثمة أدوات متابعة مماثلة للوقت والإنتاجية تتناسب مع الأعمال متوسطة وصغيرة الحجم، مثل برنامج TimeOP.

## وصلات خارجية
- Advisory Conciliation and Arbitration Service (2006) ‘Flexible working hours’
- The Value of Flexitime
- Reconciling labour flexibility with social cohesion — Facing the challenge